# アールネ・スネルマン

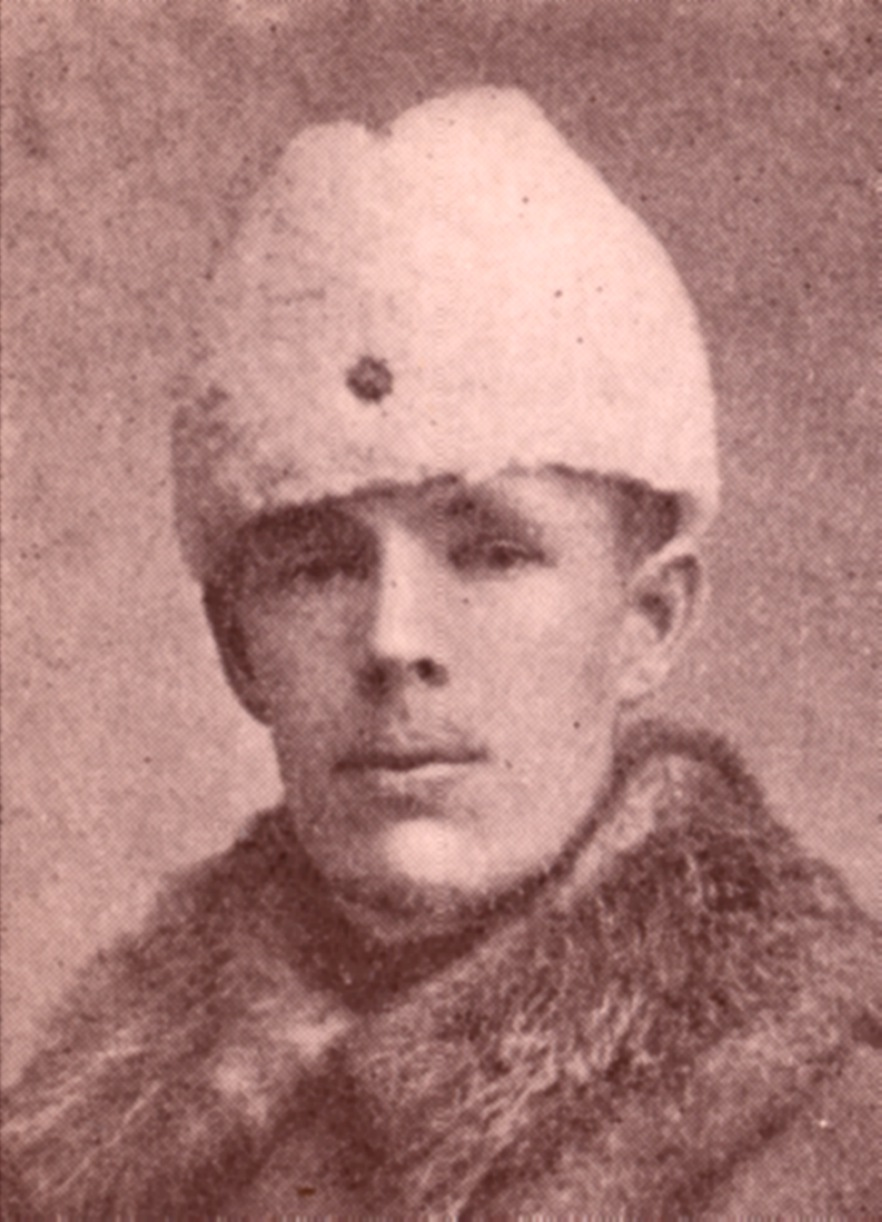
アールネ・スネルマン

アールネ・スネルマン（Aarne Snellman、1894年 - 1942年）は、フィンランドの軍人。少将。

## 経歴
冬戦争時、第4軍団の砲兵隊を指揮し、1940年、第12及び第13師団長を兼任した。1940年から1941年、カヤアン軍区司令官。
独ソ戦勃発と共に、第17師団長に任命され、1941年6月、同師団に基づき「ハンコ」群（沿岸防衛旅団で増強）が編成された。ソ連軍との戦闘で重傷を負い、死亡。